# Lucky (cântec)
Lucky este al unsprezecelea cântec de pe albumul OK Computer al trupei britanice Radiohead. 

## Lista pieselor
- CD single (France)[1]

1. "Lucky" – 4:19
2. "Meeting in the Aisle" – 3:10
3. "Climbing Up the Walls" (Fila Brazillia Mix) – 6:24